# Thomisus rigoratus
Thomisus rigoratus är en spindelart som beskrevs av Simon 1906. Thomisus rigoratus ingår i släktet Thomisus och familjen krabbspindlar. Inga underarter finns listade i Catalogue of Life.